# チャーリー・ブラックモン
チャールズ・カッブ・ブラックモン（Charles Cobb Blackmon, 1986年7月1日 - ）は、アメリカ合衆国テキサス州ダラス出身の元プロ野球選手（外野手）。左投左打。愛称はチャック・ナッツィー（Chuck Nazty）。
2008年にドラフトで指名されて入団して以降、一貫してコロラド・ロッキーズに所属するフランチャイズ・プレーヤーであった。

## 経歴

### プロ入り前
テキサス州ダラスで生まれ、 ジョージア州スワニーで育ち、ノースグウィネット高等学校では左利きの投手と外野手としてプレーしていた。 野球以外にもバスケットボールやフットボールにも参戦し、年間最優秀スポーツ選手に3回選ばれた。
2004年のMLBドラフト28巡目（全体848位）でフロリダ・マーリンズから指名されたが、順位が低かったのでヤングハリス大学に進学した。
ヤングハリス大学では2年間投手として大学野球をプレーした。 1年生のシーズンで15勝をあげ、127イニングで138個の三振を奪った。シーズン終了後の2005年のMLBドラフト20巡目（全体618位）でボストン・レッドソックスから指名されたが、この時も順位を理由に契約には至らなかった。翌シーズンもヤング・ハリス大学でプレーした。
2006年には奨学金を得てジョージア工科大学に転校した。1年目は肘の腱炎のためRedshirtになり、復帰後も球威は下がってしまった。しかしその間に野手として見いだされ、4年生時には外野手として、打率.396、8本塁打、25盗塁の成績を残した。2011年にジョージア工科大学を卒業した。

### ロッキーズ時代
2008年のMLBドラフト2巡目（全体72位）でコロラド・ロッキーズから指名され、6月8日に契約。傘下のA-級トリシティ・ダストデビルズでプレーし、68試合に出場して打率.338、2本塁打、33打点、13盗塁を記録した。ノースウェストリーグのオールスターチームに選出された。
2009年はA+級モデスト・ナッツでプレーし、133試合に出場して打率.307、7本塁打、69打点、30盗塁を記録した。
2010年はAA級タルサ・ドリラーズでプレーし、86試合に出場して打率.297、11本塁打、55打点、19盗塁を記録した。
2011年は開幕からAAA級コロラドスプリングス・スカイソックスでプレーし、58試合に出場して打率.337、10本塁打、49打点、12盗塁を記録した。6月7日にロッキーズとメジャー契約を結び、同日のサンディエゴ・パドレス戦でメジャーデビュー。「7番・左翼手」で先発起用され、3打数無安打に終わった。7月1日のカンザスシティ・ロイヤルズ戦、25歳の誕生日に代打でホアキム・ソリアから初本塁打を記録した。7月8日に左足の骨折で15日間の故障者リスト入りし、7月15日に60日間の故障者リスト入りした。この年メジャーでは27試合に出場して打率.255、1本塁打、8打点、5盗塁を記録した。オフの10月31日に故障者リストから外れた。
2012年は開幕前の4月4日にターフトゥで15日間の故障者リスト入りした。4月14日に故障者リストから外れたが、AAA級コロラドスプリングスへ降格。8月18日に再昇格した。この年は42試合に出場して打率.283、2本塁打、9打点、1盗塁を記録した。
2013年3月5日にロッキーズと単年契約に合意し、3月24日にAAA級コロラドスプリングスへ異動した。5月12日にメジャーへ昇格し、5月29日にAAA級コロラドスプリングスへ降格した。7月8日に再昇格した。9月16日から22日かけて7試合で36打数18安打（打率.500）、5二塁打、1本塁打、5打点、OPS1.222などの成績を残し週間MVPを初受賞した。この年は82試合に出場して打率.309、6本塁打、22打点、7盗塁を記録した。
2014年は開幕ロースター入りし、開幕から7試合で24打数13安打（打率.542）、3二塁打、1本塁打、6打点、OPS1.352などの成績を残し、2度目の週間MVPを受賞した。4月4日、チームとしてはアンドレス・ガララーガ以来19年振り2人目となる1試合6安打を記録した。途中から右翼手のレギュラーに定着し、オールスターにも初選出された。この年は154試合に出場し、自身初のメジャーでの規定打席到達となった。打率こそ.288で2年連続で打率3割とはならなかったものの、19本塁打（5本は初回先頭打者）、72打点という成績を残し、中軸打者として成長した。また走塁面ではリーグ8位となる28盗塁を記録し、俊足を発揮した。右翼の守備ではUZR-4.5、Def-7.5、DRS±0と課題を残す結果になった。
2015年は中堅手のレギュラーに定着し、打率.287、17本塁打（6本は初回先頭打者）、58打点、176安打、リーグ3位となる43盗塁、93得点、リーグ2位となる9三塁打と活躍した。しかし、守備面ではUZR-5.4、Def-3.3、DRS-8と結果を残せなかった。
2016年も中堅手として143試合に出場した。リードオフマンとしての起用され、打率.324、29本塁打、82打点、チームトップのOPS.933と活躍し、自身初となるシルバースラッガー賞を受賞した。守備面ではUZR-3.9、Def-1.9、DRS-2の指標を記録した。
2017年は5月に打率.359、6本塁打の成績で月間MVPを獲得するなど前半戦で打率.316、20本塁打の成績を残し、2014年以来2度目となるオールスターに選出された。後半戦はさらに調子を上げ、8月8日のクリーブランド・インディアンス戦で通算100本塁打を達成した。最終的には、打率.331、リーグ3位タイとなる37本塁打、104打点は（リーグ8位且つ1番打者としてMLB歴代最多）、リーグ4位となるOPS1.000など主要打撃項目全部門でキャリアハイの成績を残し、自身初の首位打者のタイトルを獲得し、「3割・30本塁打・100打点」を達成した。また、自身初の200安打となる213安打を記録した。また、10三塁打、35本塁打、100打点、130得点、210安打を同時に記録したのはナ・リーグ史上5人目の快挙で、1948年のスタン・ミュージアル以来69年ぶりの記録だった。また、マルチ安打66回は1998年のダンテ・ビシェットと並びチームタイ記録だった。守備面ではUZR-0.9、Def+1.4、DRS-5を記録した。
2018年4月4日にロッキーズと6年総額1億800万ドルの契約延長を結んだ。オプションとして2022年シーズンからの2年間の選択権を選手側が所持し、2022年シーズンからは表彰等の出来高が含まれる。シーズンでは前半戦を打率.287、19本塁打、45打点で折り返し、オールスターゲームに選出された。9月30日のワシントン・ナショナルズ戦ではサイクル安打を達成した。最終成績は打率.291、29本塁打、70打点だった。守備面では前年から大きく悪化し、中堅手としてUZR-12.3、Def-10.0、DRS-28と全てにおいてリーグワーストを記録した。
2019年からは昨年の守備状況を鑑み、右翼手へコンバートされた。6月13日～16日に行われた対サンディエゴ・パドレス戦（クアーズ・フィールド）の4試合で、4本塁打を含む15安打を放った。第1戦から第3戦までの3戦連続4安打以上は史上2番目に長い記録であり、1カードで15安打はMLB史上最多となった。3年連続、4度目となるオールスターに選出された。最終成績は打率.314、32本塁打、86打点、2盗塁を記録し、5年連続で記録していた2桁盗塁が途切れた。守備面では右翼手にコンバートされたにもかかわらず、UZR-10.6、Def-16.7、DRS-8と2年連続でリーグワーストを記録した。
2024年9月24日に引退を表明した。9月29日のチーム最終戦が引退試合となった。

## 選手としての特徴
デビュー以来打者有利であるホーム球場のクアーズ・フィールドの恩恵を大きく受けている選手であり、2019年までの通算成績で、ホーム打率.349に対し、ビジター打率.261に留まっている。

## 人物
髭が覆っている顔から少し怖い印象を受けるが、自身のSNS上ではチャック・ナッツィー（Chuck Nazty）というキャラクターで気軽で面白いツイートや写真をしており人気を博している。
学生時代は学業面でも優秀で、高校時代は学業成績における年間最優秀スポーツ選手に3度選ばれており、短大時代も"ディーンズリスト（成績優秀者名簿）"に名を連ね、大学時代にはスポーツで貢献しながら勉学でも好成績を残した生徒としてESPNの“アカデミック・オール・アメリカ”の大学野球部門セカンドチームに選出されている。

## 詳細情報

### 年度別打撃成績
| 年 度     | 球 団     | 試 合 | 打 席 | 打 数 | 得 点 | 安 打 | 二 塁 打 | 三 塁 打 | 本 塁 打 | 塁 打 | 打 点 | 盗 塁 | 盗 塁 死 | 犠 打 | 犠 飛 | 四 球 | 敬 遠 | 死 球 | 三 振 | 併 殺 打 | 打 率 | 出 塁 率 | 長 打 率 | O P S |
| --------- | --------- | ----- | ----- | ----- | ----- | ----- | -------- | -------- | -------- | ----- | ----- | ----- | -------- | ----- | ----- | ----- | ----- | ----- | ----- | -------- | ----- | -------- | -------- | ----- |
| 2011      | COL       | 27    | 102   | 98    | 9     | 25    | 1        | 0        | 1        | 29    | 8     | 5     | 1        | 1     | 0     | 3     | 1     | 0     | 8     | 2        | .255  | .277     | .296     | .573  |
| 2012      | COL       | 42    | 121   | 113   | 15    | 32    | 8        | 0        | 2        | 46    | 9     | 1     | 2        | 1     | 0     | 4     | 0     | 3     | 17    | 4        | .283  | .325     | .407     | .732  |
| 2013      | COL       | 82    | 258   | 246   | 35    | 76    | 17       | 2        | 6        | 115   | 22    | 7     | 0        | 2     | 0     | 7     | 0     | 3     | 49    | 1        | .309  | .336     | .467     | .803  |
| 2014      | COL       | 154   | 648   | 593   | 82    | 171   | 27       | 3        | 19       | 261   | 72    | 28    | 10       | 6     | 5     | 31    | 5     | 13    | 96    | 3        | .288  | .335     | .440     | .775  |
| 2015      | COL       | 157   | 682   | 614   | 93    | 176   | 31       | 9        | 17       | 276   | 58    | 43    | 13       | 5     | 4     | 46    | 2     | 13    | 112   | 4        | .287  | .347     | .450     | .797  |
| 2016      | COL       | 143   | 641   | 578   | 111   | 187   | 35       | 5        | 29       | 319   | 82    | 17    | 9        | 3     | 4     | 43    | 4     | 13    | 102   | 2        | .324  | .381     | .552     | .933  |
| 2017      | COL       | 159   | 725   | 644   | 137   | 213   | 35       | 14       | 37       | 387   | 104   | 14    | 10       | 3     | 3     | 65    | 9     | 10    | 135   | 4        | .331  | .399     | .601     | 1.000 |
| 2018      | COL       | 156   | 696   | 626   | 119   | 182   | 31       | 7        | 29       | 314   | 70    | 12    | 4        | 1     | 2     | 59    | 2     | 8     | 134   | 10       | .291  | .358     | .502     | .860  |
| 2019      | COL       | 140   | 634   | 580   | 112   | 182   | 42       | 7        | 32       | 334   | 86    | 2     | 5        | 0     | 5     | 40    | 1     | 9     | 104   | 11       | .314  | .364     | .576     | .940  |
| 2020      | COL       | 59    | 247   | 221   | 31    | 67    | 12       | 1        | 6        | 99    | 42    | 2     | 1        | 0     | 5     | 19    | 4     | 2     | 44    | 4        | .303  | .356     | .448     | .804  |
| 2021      | COL       | 150   | 582   | 514   | 76    | 139   | 25       | 4        | 13       | 211   | 78    | 3     | 0        | 0     | 3     | 54    | 1     | 11    | 91    | 8        | .270  | .351     | .411     | .761  |
| 2022      | COL       | 135   | 577   | 530   | 60    | 140   | 22       | 6        | 16       | 222   | 78    | 4     | 1        | 4     | 3     | 32    | 4     | 8     | 109   | 10       | .264  | .314     | .419     | .733  |
| 2023      | COL       | 96    | 413   | 359   | 57    | 100   | 24       | 5        | 8        | 158   | 40    | 4     | 1        | 0     | 4     | 39    | 0     | 11    | 55    | 6        | .279  | .363     | .440     | .803  |
| 2024      | COL       | 124   | 499   | 449   | 59    | 115   | 24       | 5        | 12       | 185   | 52    | 6     | 2        | 0     | 1     | 43    | 2     | 6     | 86    | 4        | .256  | .329     | .412     | .741  |
| MLB：14年 | MLB：14年 | 1624  | 6825  | 6165  | 996   | 1805  | 334      | 68       | 227      | 2956  | 801   | 148   | 59       | 26    | 39    | 485   | 35    | 110   | 1142  | 73       | .293  | .353     | .479     | .832  |

- 各年度の太字はリーグ最高

### 年度別守備成績
| 年 度 | 球 団 | 左翼（LF） | 左翼（LF） | 左翼（LF） | 左翼（LF） | 左翼（LF） | 左翼（LF） | 中堅（CF） | 中堅（CF） | 中堅（CF） | 中堅（CF） | 中堅（CF） | 中堅（CF） | 右翼（RF） | 右翼（RF） | 右翼（RF） | 右翼（RF） | 右翼（RF） | 右翼（RF） |
| 年 度 | 球 団 | 試 合      | 刺 殺      | 補 殺      | 失 策      | 併 殺      | 守 備 率   | 試 合      | 刺 殺      | 補 殺      | 失 策      | 併 殺      | 守 備 率   | 試 合      | 刺 殺      | 補 殺      | 失 策      | 併 殺      | 守 備 率   |
| ----- | ----- | ---------- | ---------- | ---------- | ---------- | ---------- | ---------- | ---------- | ---------- | ---------- | ---------- | ---------- | ---------- | ---------- | ---------- | ---------- | ---------- | ---------- | ---------- |
| 2011  | COL   | 25         | 39         | 2          | 0          | 0          | 1.000      | 2          | 4          | 0          | 0          | 0          | 1.000      | -          | -          | -          | -          | -          | -          |
| 2012  | COL   | 15         | 31         | 2          | 0          | 1          | 1.000      | 1          | 0          | 0          | 0          | 0          | ----       | 17         | 23         | 2          | 0          | 1          | 1.000      |
| 2013  | COL   | 17         | 13         | 0          | 0          | 0          | 1.000      | 25         | 46         | 0          | 3          | 0          | .939       | 34         | 53         | 0          | 1          | 0          | .981       |
| 2014  | COL   | 22         | 33         | 2          | 5          | 1          | .875       | 69         | 153        | 1          | 2          | 0          | .987       | 73         | 131        | 3          | 0          | 1          | 1.000      |
| 2015  | COL   | 14         | 10         | 1          | 0          | 0          | 1.000      | 147        | 308        | 8          | 3          | 2          | .991       | 7          | 9          | 0          | 0          | 0          | 1.000      |
| 2016  | COL   | -          | -          | -          | -          | -          | -          | 138        | 293        | 4          | 3          | 0          | .990       | -          | -          | -          | -          | -          | -          |
| 2017  | COL   | -          | -          | -          | -          | -          | -          | 158        | 339        | 4          | 4          | 3          | .988       | -          | -          | -          | -          | -          | -          |
| 2018  | COL   | -          | -          | -          | -          | -          | -          | 151        | 293        | 3          | 1          | 1          | .997       | -          | -          | -          | -          | -          | -          |
| 2019  | COL   | -          | -          | -          | -          | -          | -          | -          | -          | -          | -          | -          | -          | 135        | 232        | 5          | 4          | 1          | .983       |
| 2020  | COL   | -          | -          | -          | -          | -          | -          | -          | -          | -          | -          | -          | -          | 50         | 101        | 4          | 0          | 2          | 1.000      |
| 2021  | COL   | -          | -          | -          | -          | -          | -          | -          | -          | -          | -          | -          | -          | 137        | 211        | 14         | 2          | 3          | .991       |
| 2022  | COL   | -          | -          | -          | -          | -          | -          | -          | -          | -          | -          | -          | -          | 51         | 83         | 7          | 4          | 3          | .957       |
| 2023  | COL   | -          | -          | -          | -          | -          | -          | -          | -          | -          | -          | -          | -          | 30         | 56         | 1          | 1          | 0          | .983       |
| 2024  | COL   | -          | -          | -          | -          | -          | -          | 1          | 0          | 0          | 0          | 0          |            | 26         | 38         | 2          | 0          | 0          | 1.000      |
| MLB   | MLB   | 93         | 126        | 7          | 5          | 2          | .964       | 692        | 1436       | 20         | 16         | 6          | .989       | 560        | 937        | 38         | 12         | 11         | .988       |

- 各年度の太字はリーグ最高

### タイトル
- 首位打者：1回（2017年）

### 表彰
- シルバースラッガー賞（外野手部門）：2回（2016年、2017年）
- プレイヤー・オブ・ザ・マンス：2回（2017年5月、2019年6月）
- プレイヤー・オブ・ザ・ウィーク：6回（2013年9月23日、2014年4月7日、2016年6月26日・8月14日、2017年5月28日、2019年6月16日）

### 記録
- MLBオールスターゲーム選出：4回（2014年、2017年 - 2019年）
- サイクル安打：1回（2018年9月30日）
- 1番打者としてのシーズン打点：103[38]（MLB歴代最多）[26]※従来の記録はダリン・アースタッドの100（2000年）

### 背番号
- 8（2011年 - 2012年）
- 19（2013年 - ）